# Sihora
Sihora è una suddivisione dell'India, classificata come municipality, di 37.887 abitanti, situata nel distretto di Jabalpur, nello stato federato del Madhya Pradesh. In base al numero di abitanti la città rientra nella classe III (da 20.000 a 49.999 persone).

## Geografia fisica
La città è situata a 23° 28' 60 N e 80° 7' 0 E e ha un'altitudine di 385 m s.l.m..

## Società

### Evoluzione demografica
Al censimento del 2001, la popolazione di Sihora ammontava a 37.887 persone, di qui 19.648 maschi e 18.239 femmine. I bambini di età inferiore o uguale ai sei anni erano a 5.635, di cui 2.841 maschi e 2.794 femmine. Infine, coloro che erano in grado leggere e scrivere erano 25.622, di cui 14.819 maschi e 10.803 femmine.